# Beaucourt-sur-l'Hallue
Beaucourt-sur-l'Hallue é uma comuna francesa na região administrativa de Altos da França, no departamento de Somme. Estende-se por uma área de 5,47 km². Em 2010 a comuna tinha 295 habitantes (densidade: 53,9 hab./km²).